# Sergej Vinogradskij
Sergej Nikolaevič Vinogradskij (in russo Сергей Николаевич Виноградский?; Kiev, 1º settembre 1856 – Brie-Comte-Robert, 25 febbraio 1953) è stato un microbiologo, ecologo e scienziato del suolo russo.

## Biografia
Vinogradskij nacque a Kiev, città all'epoca dell'Impero russo, e studiò pianoforte dal 1875 nel Conservatorio Imperiale di San Pietroburgo. Tuttavia dopo due anni, nel 1877, si iscrisse all'Università di San Pietroburgo per seguire i corsi di chimica, tenuti da Nikolai Menshchutkin, e i corsi di botanica, tenuti da Andrei Sergeevich Famintzin. Conseguì la laurea in biologia nel 1881 e rimase all'Università di San Pietroburgo ottenendo un master in botanica nel 1884. Nel 1885 iniziò a lavorare all'Università di Strasburgo al seguito del rinomato botanico Anton de Bary; Vinogradskij acquisì notorietà per il suo lavoro sui solfobatteri. Nel 1888 si trasferì a Zurigo, dove cominciò ad analizzare il processo della nitrificazione, identificando i generi Nitrosomonas e Nitrosococcus, i quali sono in grado di ossidare l'ammoniaca a nitrito, e i Nitrobacter, i quali ossidano il nitrito in nitrato. Fece ritorno a San Pietroburgo, dove rimase dal 1891 al 1905 in quanto capo del dipartimento di microbiologia generale all'Istituto di Medicina Sperimentale; in questo periodo, identificò gli anaerobi stretti Clostridium pasteurianum, capaci di fissare l'azoto atmosferico. Nel 1901 è stato eletto membro onorario della Società di Scienze Naturali di Mosca, e nel 1902 membro corrispondente dell'Accademia Francese delle Scienze. Si ritirò dall'attività scientifica professionale nel 1905, dividendo il suo tempo tra la sua tenuta privata e la Svizzera. Nel 1922 accettò l'invito di dirigere la divisione di batteriologia agricola dell'Istituto Pasteur in un centro sperimentale a Brie-Comte-Robert in Francia, a circa 30 km da Parigi. In questo periodo lavorò in vari progetti, tra cui i ferrobatteri, i batteri nitrificanti, la fissazione dell'azoto da parte degli Azotobacter, i batteri in grado di metabolizzare la cellulosa e metodi di coltura per microorganismi del suolo. Vinogradskij si ritirò definitivamente nel 1940 e nel 1953 morì a Brie-Comte-Robert.

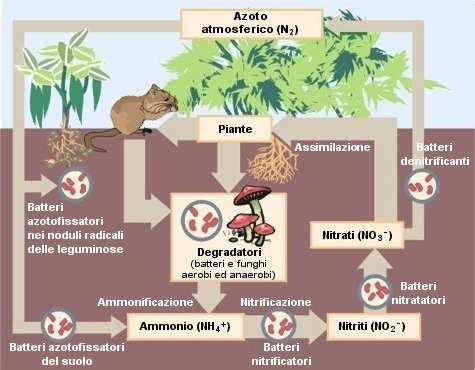
Il ciclo dell'azoto.

Vinogradskij è famoso soprattutto per aver scoperto la chemioautotrofia, che divenne presto popolare come chemiosintesi, il metabolismo tramite il quale un organismo ricava energia da sostanze inorganiche (chemiotrofia) e organica il carbonio a partire dall'anidride carbonica (autotrofia). In precedenza si credeva che tutti gli organismi autotrofi ottenessero energia unicamente dalla luce, non da reazioni di composti chimici inorganici. Si credeva cioè che tutti gli organismi autotrofi fossero fotoautotrofi. Vinogradskij fu uno dei primi ricercatori a studiare i microorganismi all'esterno del contesto medico, diventando uno tra i fondatori di ecologia  microbica e di microbiologia ambientale. La colonna di Vinogradskij rimane un'affascinante dimostrazione di chemioautotrofia e di ecologia dei microorganismi, come dimostrato dalle letture di microbiologia in tutto il mondo.
A Sergej Nikolaevič Vinogradskij la UAI ha intitolato il cratere marziano Vinogradsky.